# (33156) 1998 DG17
1998 DG17 (asteroide 33156) é um asteroide da cintura principal. Possui uma excentricidade de 0.11160150 e uma inclinação de 6.13371º.
Este asteroide foi descoberto no dia 23 de fevereiro de 1998 por Spacewatch em Kitt Peak.